# Q型流感
Q型流感或羊流感（英語：或），又稱Q熱或寇熱，Q 熱（Q Fever），為變形菌門（Proteobacteria）中貝氏考克斯菌（Coxiella burnetii）贝纳氏立克次体感染所引起的人畜共通傳染病，可感染動物與人，普遍分布全世界，僅有紐西蘭未有檢出報告。該病 1935 年於澳大利亞首次被發現，現為世界動物衛生組織（OIE）通報性疾病，病原操作應於生物等級 3 級實驗室操作，因具有內孢子樣之結構，故能耐熱、耐乾燥及抵抗一般消毒劑，容易在環境空氣中形成粉塵微粒而感染傳播。由於對人傳染性高，造成公共衛生問題，因此為各國所重視。
可經由接觸或空氣散播傳染造成患者發燒、肌肉痛等類流感症狀，也能導致心內膜炎、肝炎或孕婦流產等疾病。曾在荷兰爆发大流行並被認為新型流感。多國研究報告指出，經常性接觸牛、綿羊、山羊等畜牧業者、農夫、獸醫師、屠宰場或實驗室工作人員都是容易感染的族群；另研究指出，與寵物猫、狗有密切接觸的飼主亦有感染之危險。

## 流行病史
1935年，John Derrick在澳洲昆士蘭一群不明原因的熱病患者的血清和尿液中發現能在天竺鼠引發疾病，卻無法用當時已知培養技術分離特定病原，他稱之為“奇怪熱病”(“Query fever”)：突發高燒、頭痛（後腦杓、突發且劇痛）、皮疹及緩脈等。後來MacFarlane- Burnet和Cox不約而同分離出，是種立克次體-樣微細的革蘭氏陰性桿菌（GN cell wall），絕對的細胞內寄生物，細尖、錐狀端，只能Giemsa染色，後來為紀念兩位學者，命名為“Coxiella Burnetii”。
Q熱是人畜共通的法定傳染病，Q熱傳染方式有吸入空氣飛沫、直接接觸受到獸屍（carcasses）或感染的動物、物品或飲用未經消毒的牛奶、羊奶。高危險群有農夫、獸醫、毛皮業者、屠宰場員工、畜牧業者等，凡是經常接觸牲畜，尤其牛、羊，或家中飼有貓、狗、兔子等寵物者都應提高警覺。引起Q熱的立克次體通常存在哺乳類動物的尿液、乳汁及糞便，特別是有蹄類動物的胎衣及羊水。
Q熱感染臨床上表現多彩多姿，診斷不易，多賴兩週之血清學檢驗變化；如西班牙Basque郡，社區感染肺炎60%是Q熱；西班牙南部，不明熱住院病人30%患有急性Q熱；法國南部心內膜炎5-8%，由Q熱（C. burnetii）造成；台灣衛生署預防醫學研究所曾研究台澎地區在1991-1992年間，自579位不明原因熱病患者中，驗出48例（8%）急性Q熱個案，以台灣南部個案最多；1993-1996年間，於601名疑似Q熱感染或不明熱患者，找到70名急性Q熱病例。

## 宿主及傳染途徑
病原宿主範圍非常廣，綿羊、山羊及牛等動物為主要保毒宿主，狗、貓、兔、馬、豬、駱駝、水牛、鳥類或野鼠等動物亦有感染報告，但無臨床症狀。被感染動物通常無症狀（不顯性感染），但一旦懷孕則有可能造成流產或死胎。蜱雖然能帶原但很少經由蜱傳播。
本菌會在胎盤中活化後急速增殖，懷孕動物的胎盤或羊水便成了重要的感染源。人類通常可能因接觸動物的胎盤、羊水、乳汁、尿液、糞便、陰道粘液、精液或飲用未經消毒的牛奶、羊奶而感染，Q熱也能通過氣溶膠傳播。研究報告指出，經常性接觸牛、綿羊、山羊等畜牧業者、農夫、獸醫師、屠宰場或實驗室工作人員都是容易感染的高風險族群。
人類對於Q型流感抵抗力不強，潛伏期一般認為9-40天。研究中指出急性Q熱的潛伏期取決於暴露致病菌量的多少，大約3-30天，而60%感染者無臨床症狀，近40%病患即使有症狀也非常輕微，臨床上很容易被忽略，真正需要住院的病人約僅2-5%。
C. burnetii除了會造成人類感染Q fever外，它同時也具有成為生物戰劑的可能。根據研究，在每立方公尺有100個病原菌的環境下暴露30至60分鐘，即有可能因吸入病原菌而造成感染；除此之外，C. burnetii在強風中也可由定點源擴散到11英哩（18.3公里）外。

## 症状
人感染“Q型流感”后会出现以下症状：
- 头痛
- 出汗
- 寒冷
- 酸痛
- 心跳缓慢及心跳加速
- 疲劳及全身無力感
- 上吐下泄

臨床上主要以突然性高燒合併肺炎或肝炎來表現。其它包括畏寒、倦怠、頭痛、肌肉酸痛、眼窩痛、盜汗、乾咳、喉嚨痛、噁心嘔吐、腹瀉、皮疹等非特異性的症狀也有可能出現。以台灣而言，病患大多以肝炎為表現，而且出現黃疸的比例也比國外高。1-5%有少部分的病人在急性期過後會變成慢性的Q熱，以本身有心瓣膜疾病、人工瓣膜、癌症或是懷孕婦女為高危險族群。臨床上慢性Q熱大多以心內膜炎為主要表徵，少數個案以血管炎、骨髓炎、慢性肝炎、或慢性肺部病變為表現。

## 种类
Q型流感可分为急性和慢性。急性流感的症状会持续两个星期，而慢性流感甚至可能须时长达两年之久方能痊愈。
急性Q熱表現（acute rickettsial disease）全身性疾病，診斷主要靠血清反應，臨床表現在世界各地不同，西班牙北部巴斯克郡，最常見非典型肺炎；法國南部的安達盧西亞，以非典型膽汁滯流性肝炎為主，病程2至14天可自然痊愈（a self-limited febrile illness）的一種熱症；若干免疫力不全的病例演變成慢性Q熱臨床症狀通常很慢且不顯著為心肌炎、心內膜炎、骨髓炎、腦炎和外椎體症候群，通常不會致命。
慢性Q熱感染都是緩慢進行、經過目前尚未知的潛伏期，多數病狀在接觸Q熱後數年後才出現細菌培養陰性心內膜炎（endocarditis）、人工瓣膜感染、血管瘤（aneurysm）、骨性關節炎（osteomyolitis）、流產、慢性肝炎／肝脾種大、間質性肺纖維化、不明熱（prolong fever）、慢性腎衰竭、腦血管病變和過敏性紫斑症（leukocytoclastic vasculitis）。此時細菌不僅被宿主單核白血球及吞噬細胞吞噬至胞漿空泡內，更在細胞內持續存活；接受器官移植、免疫抑制劑、感染HIV患者、腫瘤、淋巴瘤或慢性腎衰竭病患等，最常表現為慢性／亞急心內膜炎（SBE），佔60至70%，發生在已有心臟瓣膜病變上，產生極微小贅肉（vegetations）；臨床病微缺乏特異性，沒有或反覆輕微發燒；好侵犯已有病變的動脈瓣或二尖瓣，或人工瓣膜，少數發生在過去正常的瓣膜。瓣膜上贅生物不易被心臟超音波發現，血液培養陰性；診斷線索是心臟病患者伴隨不明感染或發炎症狀，偶而有紫斑狀皮疹，腎衰竭，腦中風，不明原因肝脾腫大，或漸進性心衰竭。上述模糊病徵和症狀，往往造成診斷延遲，數月或數年後才想到是Q熱心內膜炎。

## 导致结果
Q型流感有可能导致死亡。除此之外，该流感还有可能引起其它疾病。